# Stade Yunist
Le Stade Yunist (en ukrainien : Стадіон Юність) est un stade de rugby à XV de 5 000 places situé à Lviv, en Ukraine.

## Histoire
Le stade se situe au sein du parc culturel Bohdan Khmelnitsky. D'abord terrain informel de football, ce dernier est transformé en vrai stade en 1968. Deux tribunes latérales en bois sont construites, pouvant accueillir jusqu'à 5 000 spectateurs. Le stade est équipé pour accueillir du football, mais aussi de l'athlétisme : une piste entoure le stade, qui est aussi équipé d'installations pour les sauts et les lancers.
Dans les années 1970 et 80, le stade est l'antre du FC Automobilist (uk), qui remporte notamment la Coupe de la RSS d'Ukraine en 1985. À la suite de la chute de l'URSS, le stade est attribué au FK Lviv. La construction de nouveaux stades à Lviv verra le Stade Yunist attribué aux clubs locaux de rugby à XV. Le RC Sokol est le propriétaire des lieux, mais les différentes équipes de la ville, telles que le RC Batyar y jouent leurs matchs aussi.
Avec l'accueil du championnat d'Europe de football 2012, un projet de rénovation voit le jour. La municipalité envisage de faire de ce terrain un stade d'entraînement. Le projet est de moderniser les deux tribunes, les vestiaires et la pelouse. Si quelques sièges sont bien installés en 2009, le projet ne voit finalement pas le jour.
Il faut attendre 2017 pour voir de premiers vrais efforts de rénovations. La tribune "droite", déjà équipée de sièges en 2009, se voit intégralement rénovée. Un toit est ajouté et les vestiaires sont refaits à neuf. En 2020, la deuxième phase de la rénovation est entérinée : elle concernera cette fois-ci la tribune gauche, qui va être elle aussi rénovée et couverte. Cette modernisation s'inscrit dans un plan plus large de rénovation du parc culturel Bohdan Khmelnitsky.

## Matchs internationaux
Le stade accueille régulièrement des rencontres de la sélection nationale de rugby.
| CEN D1A 2010-2012              | Ukraine | 16 - 41 | Roumanie |
| CEN D1B 2012-2014              | Ukraine | 29 - 28 | Pologne  |
| RE Conférence 1 Nord 2017-2018 | Ukraine | 19 - 19 | Hongrie  |
| RE Conférence 1 Nord 2018-2019 | Ukraine | 24 - 13 | Hongrie  |
| RET 2021-2022                  | Ukraine | 24 - 27 | Pologne  |